# ییوو
ایوو (به لاتین: Yiwu) یک county-level city در جمهوری خلق چین است که در جینهوا واقع شده‌است.

## خصوصیات
ایوو ۱٬۱۰۵٫۴۸ کیلومترمربع مساحت و ۱٬۲۳۴٬۰۱۵ نفر جمعیت دارد.

## خواهرخوانده
شهر بروکلین، نیویورک خواهرخواندهٔ ایوو هست.